# Tijovski
Tijovski (del ruso: Тиховский) es un jútor del raión de Krasnoarméiskaya, en el sur de Rusia. Está situado en el delta del Kubán, en la orilla derecha de su distributario Protoka, frente a Serbin, 19 km al sur de Poltávskaya y 65 km al noroeste de Krasnodar, la capital del krai. 
Pertenece al municipio Trudobelikovskoye.

## Historia
El jútor fue fundado en 1899.

## Personalidades
- Vladímir Abazarov (1930-2003), geólogo soviético.